# Pantalla plana
Una pantalla de panel plano (FPD) es una tecnología de visualización electrónica que permite a las personas ver contenido (imágenes fijas, imágenes en movimiento, texto u otro material visual) en una variedad de entretenimiento, electrónica de consumo, computadora personal y dispositivos móviles, y muchos tipos de equipos médicos, de transporte e industriales. Son mucho más livianos y delgados que las pantallas de video y los televisores de tubo de rayos catódicos (CRT) tradicionales y, por lo general, miden menos de 10 centímetros (3,9 plg) de espesor. Las pantallas de panel plano se pueden dividir en dos categorías de dispositivos de pantalla: volátiles y estáticas. Las pantallas volátiles requieren que los píxeles se actualicen periódicamente de forma electrónica para conservar su estado (por ejemplo, pantallas de cristal líquido -LCD-). Una pantalla volátil solo muestra una imagen cuando tiene batería o corriente alterna. Las pantallas estáticas de panel plano dependen de materiales cuyos estados de color son biestables (por ejemplo, tabletas con lector de libros electrónicos de Sony), y como tal, las pantallas de panel plano retienen el texto o las imágenes en la pantalla incluso cuando está apagado. A partir de 2016, las pantallas planas han reemplazado casi por completo a las viejas pantallas CRT, tanto CRT de pantalla curva como los CRT de pantalla plana de surgimiento posterior. En muchas aplicaciones de la era de 2010, específicamente dispositivos portátiles pequeños, como computadoras portátiles, teléfonos móviles, teléfonos inteligentes, cámaras digitales, videocámaras, cámaras de apuntar y disparar y cámaras de video de bolsillo, cualquier inconveniente de visualización de los paneles planos (en comparación con los CRT) se compensan con las ventajas de portabilidad (delgadez y ligereza). 

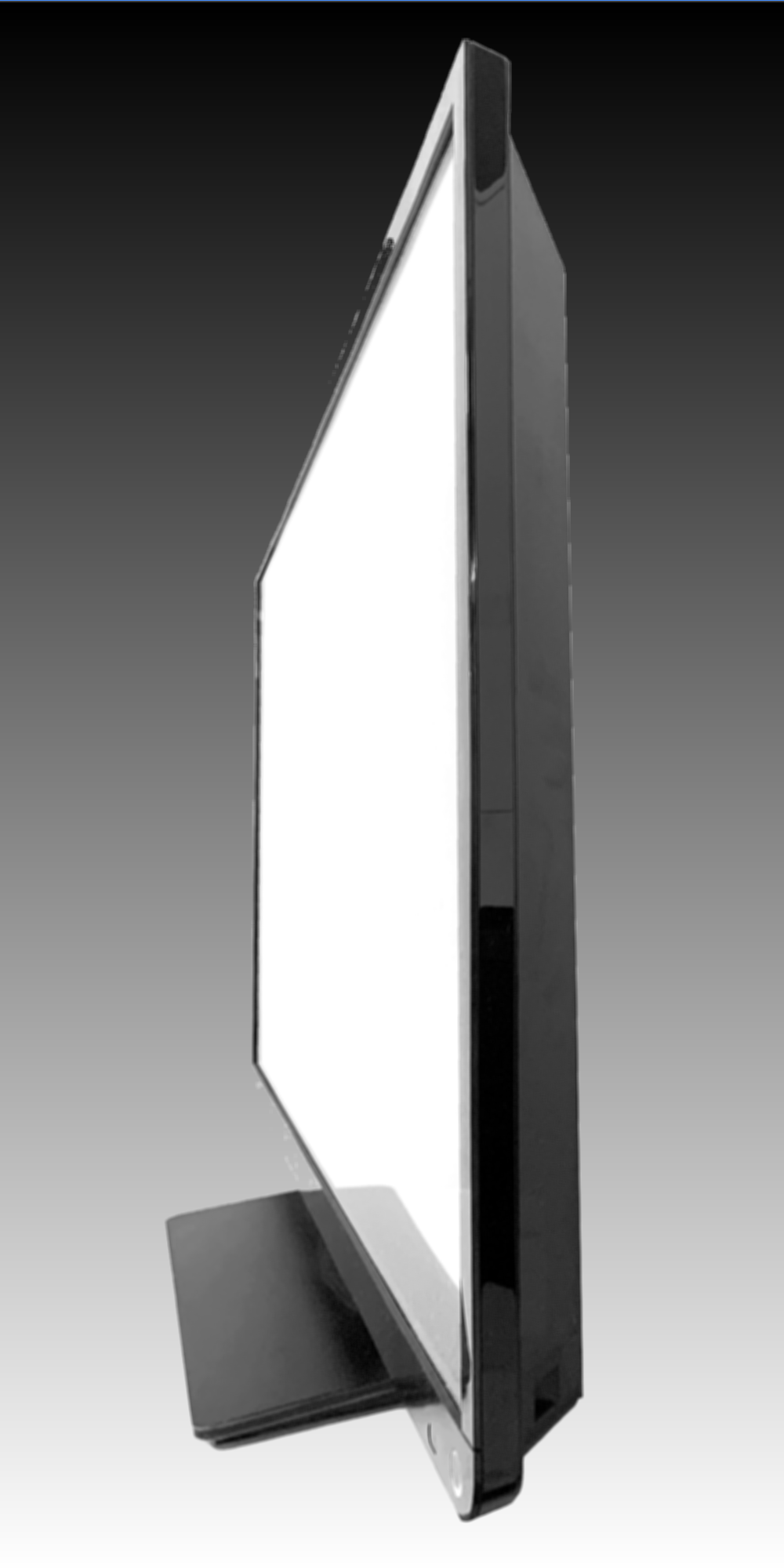
Televisión de pantalla plana.

La mayoría de las pantallas planas de la era de los años 2010 utilizan tecnologías LCD o LED. La mayoría de las pantallas LCD son retroiluminadas, ya que se utilizan filtros de color para mostrar los colores. Las pantallas de panel plano son delgadas y livianas, proporcionan una mejor linealidad y son capaces de una resolución más alta que los televisores típicos de consumo de épocas anteriores. La resolución más alta para televisores CRT de grado de consumo fue 1080i; en contraste, muchas pantallas planas pueden mostrar una resolución FULL HD de 1080p o incluso 4K. A partir de 2016, algunos dispositivos que usan pantallas planos, como tabletas, teléfonos inteligentes y, con menos frecuencia, computadoras portátiles, usan pantallas táctiles, una función que permite a los usuarios seleccionar iconos en pantalla o activar acciones (por ejemplo, reproducir un video digital) al tocar la pantalla. Muchos dispositivos con pantalla táctil pueden mostrar un teclado numérico o QWERTY virtual en la pantalla, para permitir al usuario escribir palabras o números. 
Un monitor multifuncional (MFM) es una pantalla de panel plano que tiene entradas de video adicionales (más que un monitor LCD corriente) y está diseñado para usarse con una variedad de fuentes de video externas, como entrada VGA, entrada HDMI desde una videograbadora VHS o consola de videojuegos y, en algunos casos, una entrada USB o un lector de tarjetas para ver fotos digitales). En muchos casos, un MFM también incluye un sintonizador de TV, lo que lo hace similar a un televisor LCD o LED que ofrece conectividad de computadora.

## Historia
La primera propuesta de ingeniería para un televisor de panel plano fue de General Electric como resultado de su trabajo en monitores de radar. Ellos publicación de sus hallazgos dio todos los conceptos básicos de los futuros televisores y monitores de pantalla plana. Pero GE no continuó con la I+D requerida y nunca construyó una pantalla plana que funcionara en ese momento. La primera producción de pantalla plana fue el tubo Aiken, desarrollado a principios de la década de 1950 y en 1958 fue producido en cantidades limitadas. Se le dio cierto uso en sistemas militares como una pantalla de visualización, pero las tecnologías convencionales superaron su desarrollo. Los intentos de comercializar el sistema para el uso de la televisión en el hogar enfrentaron problemas continuos y como consecuencia el sistema nunca se lanzó comercialmente.
Philco Predicta presentaba una configuración de tubo de rayos catódicos relativamente plana (para su época) y sería el primer "pantalla plana" lanzada comercialmente en su lanzamiento en 1958; La Predicta fue un fracaso comercial. El panel de visualización de plasma fue inventado en 1964 en la Universidad de Illinois, de acuerdo con The History of Plasma Display Panels.A 2012, El 50% de la cuota de mercado mundial en la producción de pantallas planas (FPD) es de fabricantes taiwaneses como AU Optronics y Chimei Innolux Corporation. 

### Pantallas LCD
En 1959, el MOSFET (transistor de efecto de campo de semiconductor de óxido de metal, o transistor MOS) fue inventado por Mohamed M. Atalla y Dawon Kahng en Bell Labs, y fue presentado en 1960. Sobre la base de su trabajo, Paul K. Weimer en RCA desarrolló, en 1962, el transistor de película delgada (TFT). Era un tipo de MOSFET distinto del MOSFET a granel estándar. La idea de una pantalla de cristal líquido (LCD) basada en TFT fue concebida por Bernard J. Lechner de RCA Laboratories en 1968. Lechner, FJ Marlowe, EO Nester y J. Tults demostraron el concepto en 1968 con una pantalla LCD estándar de dispersión dinámica que utilizaba MOSFET discretos.
La primera pantalla electroluminiscente dirigida por matriz activa (ELD) fue hecha  por el departamento de dispositivos de película delgada de T. Peter Brody en Westinghouse Electric Corporation usando TFT. En 1973, Brody, JA Asars y GD Dixon de Westinghouse Research Laboratories demostraron la primera pantalla de cristal líquido con transistor de película delgada (TFT LCD). En 1974, Brody y Fang-Chen Luo demostraron la primera pantalla plana de cristal líquido de matriz activa (LCD AM) usando TFT.
En 1982, se desarrollaron en Japón los televisores LCD de bolsillo basados en la tecnología AM LCD. El Epson ET-10 de 2.1 pulgadas (Epson Elf) fue el primer televisor LCD de bolsillo en color, lanzado en 1984. En 1988, un equipo de investigación de Sharp dirigido por el ingeniero T. Nagayasu demostró una pantalla LCD a todo color de 14 pulgadas, que convenció a la industria electrónica de que la pantalla LCD eventualmente reemplazaría el tubo de rayos catódicos (CRT) como tecnología de visualización de televisión como estándar. A 2013, todos los dispositivos electrónicos modernos de visualización de alta calidad y alta resolución utilizan pantallas de matriz activa basadas en TFT.

### Pantallas LED
La primera pantalla de diodo emisor de luz (LED) utilizable fue desarrollada por Hewlett-Packard (HP) y fue presentada en 1968. Fue el resultado de la investigación y el desarrollo (I + D) sobre tecnología LED práctica entre 1962 y 1968, por un equipo de investigación de Howard C. Borden, Gerald P. Pighini y Mohamed M. Atalla, en HP Associates y HP Labs. En febrero de 1969, presentaron el indicador numérico HP modelo 5082-7000. Fue la primera pantalla LED inteligente, y fue una revolución tecnolgica de pantalla digital, reemplazando el tubo Nixie y convirtiéndose en la base para pantallas LED posteriores. En 1977, James P Mitchell realizó un prototipo y más tarde demostró lo que quizás fue la primera pantalla de televisión LED monocromática de pantalla plana. 
En 1987, Ching W. Tang y Steven Van Slyke en Eastman Kodak construyeron el primer dispositivo práctico de LED orgánico (OLED). En 2003, Hynix produjo un controlador EL orgánico capaz de iluminar en 4.096 colores. En 2004, la Qualia 005 de Sony fue la primera pantalla LCD con retroiluminación LED. El Sony XEL-1, lanzado en 2007, fue el primer televisor OLED.

## Tipos comunes

### Pantalla de cristal líquido (LCD)

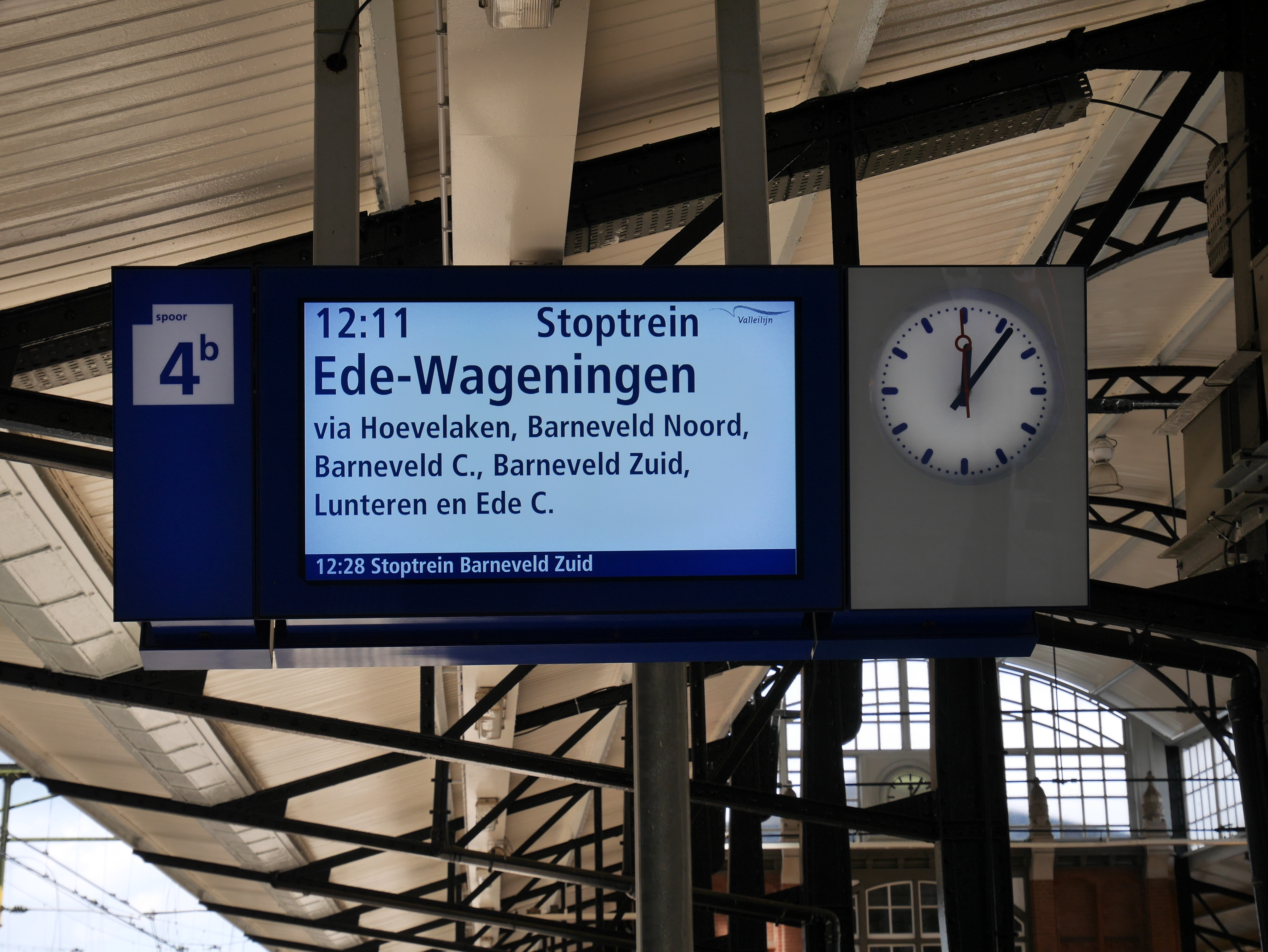
Una pantalla LCD utilizada como panel de notificación para viajeros.

Las pantallas de cristal líquido (LCD) son livianas, compactas, portátiles, baratas, más confiables y más fáciles de ver que las pantallas de tubos de rayos catódicos. Las pantallas LCD utilizan una capa delgada de cristal líquido, un líquido que exhibe propiedades cristalinas. Está yustapuesta entre dos placas conductoras de electricidad. La placa superior tiene electrodos transparentes depositados sobre ella, y la placa posterior está iluminada para que el espectador pueda ver las imágenes en la pantalla. Al aplicar señales eléctricas controladas a través de las placas, se pueden activar varios segmentos del cristal líquido, causando cambios en sus propiedades de difusión o polarización de la luz. Estos segmentos pueden transmitir o bloquear la luz. Se produce una imagen pasando luz a través de segmentos seleccionados del cristal líquido al espectador. Se utilizan en diversos dispositivos electrónicos como relojes, calculadoras y computadoras portátiles. 

### LCD con diodo emisor de luz (LED) retroiluminado
Algunas pantallas LCD están retroiluminadas con varios diodos emisores de luz (LED). Los LED son fuentes de luz semiconductoras de dos conductores. La imagen todavía es generada por la pantalla LCD. Las pantallas LCD con retroiluminación LED son las más frecuentes en la década de 2010.

### Panel de plasma
Una pantalla de plasma consta de dos placas de vidrio separadas por un delgado espacio lleno de un gas como el neón. Cada una de estas placas tiene varios electrodos paralelos que la atraviesan. Los electrodos en las dos placas están en ángulo recto entre sí. Un voltaje aplicado entre los dos electrodos uno en cada placa hace que brille un pequeño segmento de gas en los dos electrodos. El brillo de los segmentos de gas se mantiene mediante un voltaje más bajo que se aplica continuamente a todos los electrodos. En 2010, numerosos fabricantes descontinuaron las pantallas de plasma de consumo. 

### Panel electroluminiscente
En una pantalla electroluminiscente (ELD), la imagen se crea aplicando señales eléctricas a las placas que hacen que brille el fósforo.

### Diodo orgánico emisor de luz
Un OLED (diodo orgánico emisor de luz) es un diodo emisor de luz (LED) en el que la capa electroluminiscente emisiva es una película de compuesto orgánico que emite luz en respuesta a una corriente eléctrica. Esta capa de semiconductor orgánico está situada entre dos electrodos; típicamente, al menos uno de estos electrodos es transparente. Los OLED se utilizan para crear pantallas digitales en dispositivos como pantallas de televisión, monitores de computadora, sistemas portátiles como teléfonos móviles, consolas de juegos portátiles y PDA.

### Diodo emisor de luz de punto cuántico
QLED Q-LED o Quantum Dot LED es una tecnología de pantalla plana introducida por Samsung bajo esta marca registrada. Alrededor de 2013, otros fabricantes de televisores como Sony han utilizado la misma tecnología para mejorar la retroiluminación de la televisión LCD. Los puntos cuánticos crean su propia luz única cuando se iluminan con una fuente de luz de longitud de onda más corta, como los LED azules. Este tipo de televisor LED introducido por Samsung mejora la gama de colores de los paneles LCD, donde la imagen todavía es generada por el LCD. De acuerdo con la opinión de Samsung, se espera que las pantallas de puntos cuánticos para televisores de pantalla grande se vuelvan más populares que las pantallas OLED en los próximos años; hasta ahora son raros, pero parecen estar en la cúspide de una aceptación más generalizada de los consumidores, con empresas como Nanoco y Nanosys compitiendo para proporcionar los materiales QD. Mientras tanto, los dispositivos Samsung Galaxy, como los restantes teléfonos inteligentes, todavía están equipados con pantallas OLED fabricadas también por Samsung. Dicha empresa explica en su sitio web que el televisor QLED que producen puede determinar qué parte de la pantalla necesita más o menos contraste. Samsung también anunció una asociación con Microsoft que promoverá el nuevo televisor Samsung QLED.

## Volátil

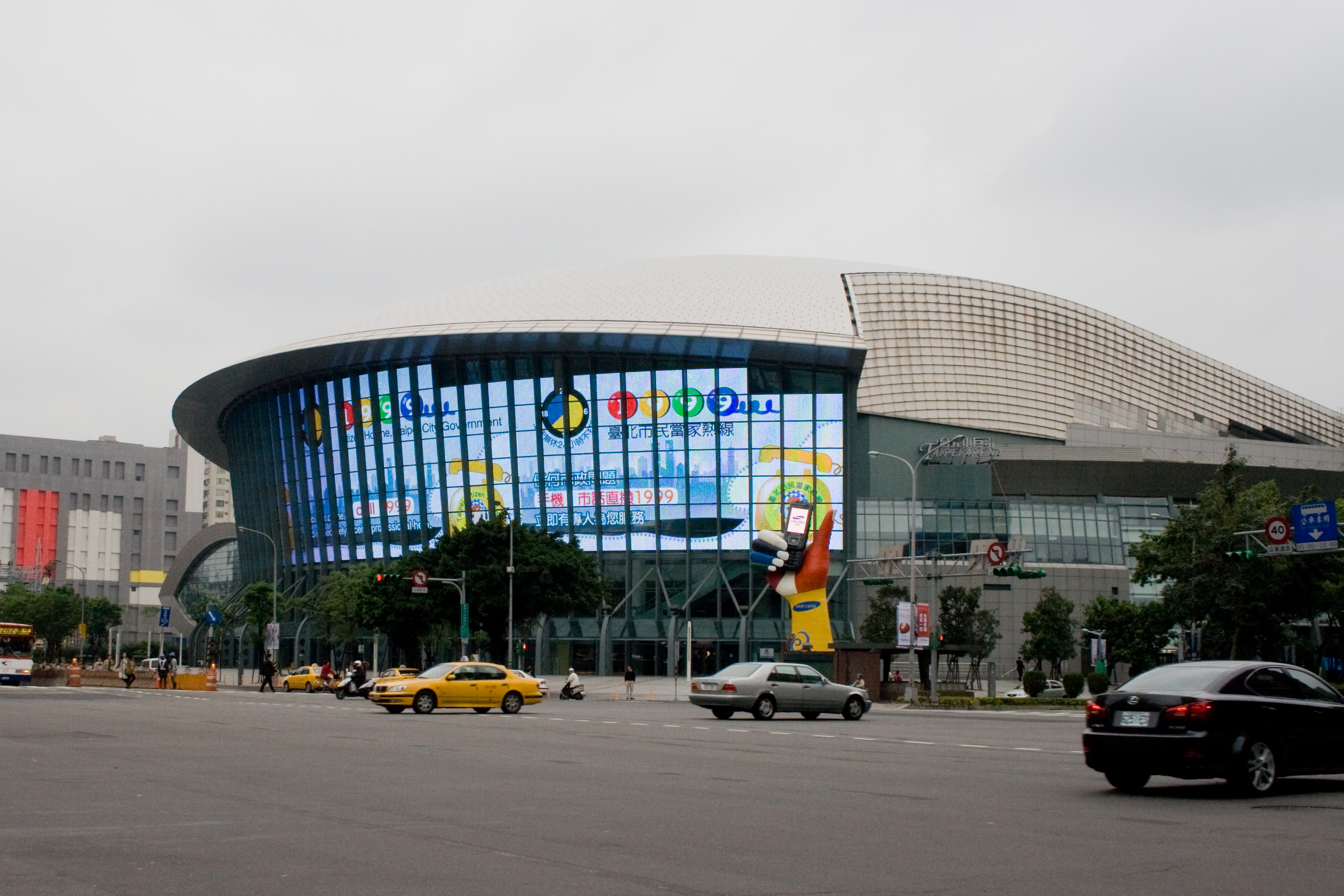
Una gran pantalla LED en el Taipei Arena muestra comerciales y avances de películas.

Las pantallas volátiles requieren que los píxeles se actualicen periódicamente para conservar su estado, incluso para una imagen estática. Como tal, una pantalla volátil necesita energía eléctrica, ya sea de la red eléctrica (se conecta a un toma de corriente) o de una batería para mantener una imagen en la pantalla o cambiarla. Por lo general, esta actualización ocurre muchas veces por segundo. Si esto no se hace, por ejemplo, si hay un corte de energía, los píxeles perderán gradualmente su estado coherente y la imagen se "desvanecerá" de la pantalla. 

### Ejemplos
Las siguientes tecnologías de pantalla plana se comercializaron entre los años 90 y 2010: 
- Panel de visualización de plasma (PDP)
- Pantalla de cristal líquido de matriz activa (AMLCD)
- Proyección trasera: procesamiento de luz digital (DLP), LCD, LCOS
- Papel electrónico: E Ink, Gyricon
- Pantalla de diodos emisores de luz (LED)
- Diodo emisor de luz orgánico de matriz activa (AMOLED)
- Visualización de puntos cuánticos (QLED)

Tecnologías que fueron ampliamente investigadas, pero su comercialización fue limitada o fueron finalmente abandonadas: 
- Pantalla electroluminiscente de matriz activa (ELD)
- Pantalla de modulador interferométrico (IMOD)
- Visualización de emisiones de campo (FED)
- Pantalla de emisor de electrones de conducción superficial (SED, SED-TV)

## Estático

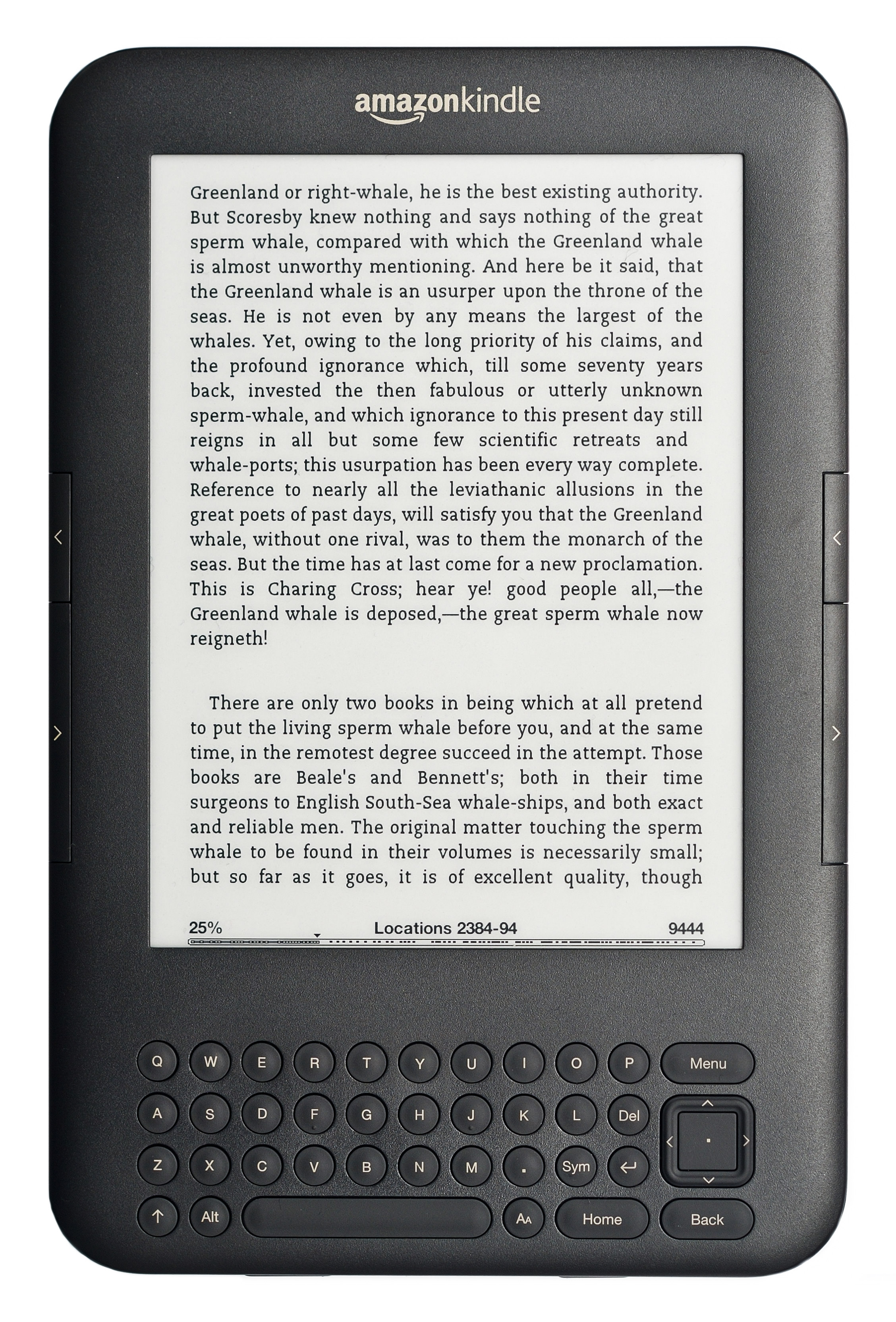
El lector electrónico Kindle Keyboard de Amazon muestra una página de un libro electrónico. La imagen del Kindle del texto del libro permanecerá en pantalla incluso si la batería se agota, ya que es una tecnología de pantalla estática. Sin embargo, sin energía el usuario no puede cambiar a una nueva página.

Las pantallas estáticas de panel plano dependen de materiales cuyos estados de color son biestables. Esto significa que la imagen que tienen no requiere energía para mantenerse, sino que requiere energía para cambiar. Esto da como resultado una pantalla mucho más eficiente energéticamente, pero con una tendencia a velocidades de actualización lentas que no son deseables en una pantalla interactiva. Las pantallas de panel plano biestables están comenzando a implementarse en aplicaciones limitadas (pantallas de cristal líquido colestérico, fabricadas por Magink, en publicidad exterior; pantallas electroforéticas en dispositivos lectores de libros electrónicos de Sony e iRex; etiquetas; pantallas moduladoras interferométricas en un reloj inteligente).